# Xã Edwards, Michigan
Xã Edwards (tiếng Anh: Edwards Township) là một xã thuộc quận Ogemaw, tiểu bang Michigan, Hoa Kỳ. Năm 2010, dân số của xã này là 1.413 người.